# Porto Palo
Porto Palo, anche conosciuta come la Miami della Sicilia Occidentale, è una frazione di 116 abitanti di Menfi, comune italiano del libero consorzio comunale di Agrigento in Sicilia.

## Geografia fisica
Ubicata al centro di un anfiteatro naturale della costa sul Canale di Sicilia, era l'antico porto orientale di Selinunte.

## Monumenti e luoghi d'interesse

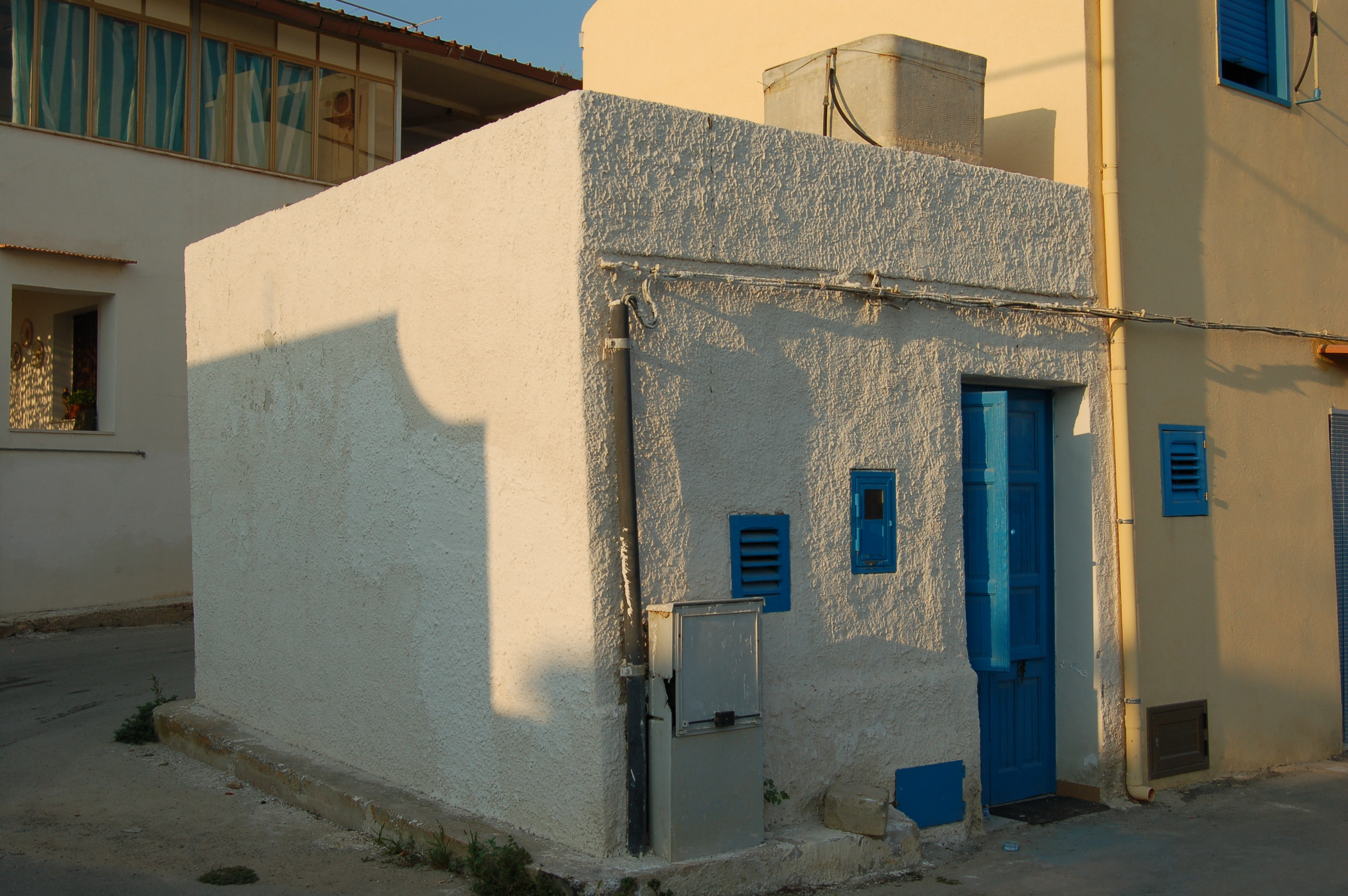
Una casetta del borgo marinaro di Porto Palo

Il borgo è sormontato da una torre di avvistamento costiera costruita nel 1583 per la difesa della città dalle incursioni piratesche.
Oggi il borgo è dotato di un piccolo porticciolo per imbarcazioni da diporto e da pescherecci.

## Economia

### Turismo
Grazie alla spiaggia sabbiosa che si estende per tutta la lunghezza del porto e l'acqua pulita, Porto Palo è stato insignito 24 volte della Bandiera blu dalla FEE (Foundation for Environmental Education).

## Festività
L'unica festa che si svolge a Porto Palo di Menfi è quella della Madonna delle Grazie, che inizia l'ultima domenica di Luglio e finisce la prima domenica di agosto. La statua della Madonna, conservata nell'unica chiesa, situata vicino alla Torre, viene fatta sfilare via mare sopra un peschereccio di un pescatore locale.